# 王海光
王海光（1954年—），山东鱼台人，1977年考入大学，1985年攻读中共中央党校党史专业研究生，硕士毕业后留校任教，现为中共中央党校党史部教授、博士生导师，从事中共党史社会主义时期的教学和研究。著有《旋转的历史》、《折戟沉沙温都尔汗》（林彪事件）、《从革命到改革》等，主编《中华人民共和国专题史稿》、《中国二十世纪通鉴》(1956—1960)、《中国共产党历程》(第二卷)、《中外人士论毛泽东》等。合著有中国新民主主义革命史长卷《全民抗战气壮山河》、《中国共产党历史经验研究》、《中共党史若干重大事件述评》、《共和国重大决策出台前后》、《中共高层人物评传》、《改变中国》、《在五七干校的日子》等。